# Journal of East African Natural History
Het Journal of East African Natural History is een wetenschappelijk tijdschrift dat gepubliceerd wordt door de East African Natural History Society en het Nationaal Museum van Kenia. Het tijdschrift omvat onder andere papers en boekreviews en er is ruimte voor langere artikelen van meer dan tien pagina's.
In het tijdschrift worden papers/artikelen gepubliceerd die te maken hebben met de natuurhistorie van Oost-Afrika. Het tijdschrift wordt onregelmatig uitgegeven.
Het tijdschrift is opgericht in 1910 door de East Africa Natural History Society en sinds 2005 worden de artikelen beschikbaar gemaakt via de nonprofit uitgever BioOne.